# Die dunklen Wasser von Aberdeen
Die dunklen Wasser von Aberdeen ist ein 2005 beim Verlag HarperCollins U.K. erschienener Kriminalroman von Stuart MacBride, der englische Originaltitel lautet Cold Granite. Der Roman wurde 2006 von Andreas Jäger übersetzt und als deutsche Erstausgabe vom Goldmann Verlag veröffentlicht. Es ist der erste Roman der Logan McRae-Reihe. 

## Inhalt
Detective Sergeant Logan McRae ist Ermittler bei der Kriminalpolizei der Grampian Police. Von einem Reporter von Press&Journal wird er zum „Polizeihelden“ hochstilisiert, seine Kollegen verpassen ihm jedoch den Spitznamen Lazarus, nachdem er nach neun Monaten Reha wieder zum Dienst erscheint. Bei der Ergreifung von Angus Robertson, der als das „Monster von Mastrick“ bekannt ist, führte dieser bei Logan eine „nicht indizierte medizinische Behandlung“ durch, indem er ihm 23 Mal mit einem Messer in den Bauch stach und ihn dabei lebensgefährlich verletzte. 
Vierzehn Stunden nachdem Logan zurück im Dienst ist, muss er seine abwesenden Vorgesetzten an einem Tatort vertreten, nachdem die verstümmelte Leiche des seit drei Monaten vermissten vierjährigen Jungen David Reid gefunden wurde. Die Ermittlungen gestalten sich schwierig, nicht nur, weil Logan im Spannungsfeld zwischen zwei Vorgesetzten – Detective Inspector Roberta Steel und DI David Insch – steht, sondern auch, weil es unterschiedliche Verdächtige gibt, die aber nach längeren Ermittlungen ausscheiden und zudem eine männliche Leiche mit abgehackten Kniescheiben im Hafenbecken schwimmt. Der Mitarbeiter der Stadtverwaltung, der überfahrene Tiere von den Straßen entfernt und deshalb „Roadkill“ genannt wird, führt diese nicht der Tierkörperverwertung zu, sondern sammelt diese in Schuppen auf seinem Grundstück, wo sie langsam verwesen. Unter den Überresten der Tiere findet sich ein Mädchen, das ebenfalls schon längere Zeit vermisst wird. Roadkill wird festgenommen, doch dann verschwinden weitere Kinder.
Als Mörder entpuppt sich ein Mitarbeiter des Gartenbauamtes, der bereits eher im Buch in Erscheinung getreten ist. Am Ende des Buches stellt Logan McRae den Täter alleine und rettet damit auch seiner Kollegin Police Constable Jackie Watson und einem weiteren Kind das Leben. Der Täter bricht auf der Flucht durch die Eisdecke des Sees, der sich im Rubislaw Quarry – einem der Granitsteinbrüche von Aberdeen – gebildet hat und ertrinkt. Roadkill wird von wütenden Eltern, die ihn für den Kindermörder halten, zusammengeschlagen und lebensgefährlich verletzt. Im Krankenhaus wird er von der Mutter des Mädchens, das sich auf seinem Grundstück befand, erstochen.

## Kritiken
Der Autor Michael Drewniok sieht deutliche Parallelen zu Inspector Rebus von Ian Rankin, die MacBride nicht leugnet, sondern auf die er sogar an einer Stelle im Buch in einem Scherz hinweist. Drewniok sieht es auch als Lob, dass sich MacBride anfangs wie Rankin liest, ist jedoch von „zu auffälligen“ Übereinstimmungen irritiert und nimmt ihm „ein Mehr an Blut, Verwesung und Pathologengemetzel“ sowie eine kalkulierte Inszenierung des Schreckens eines Kapitalverbrechens an unschuldigen Kindern übel. Er nennt MacBride dabei einen „politisch unkorrekter Biber“, der am „ohnehin morschen Stamm eines Tabus“ nage. 

„Alles schon dagewesen – allerdings nicht so scheußlich“

„Die Figur des Logan McRae kann es jederzeit mit Ian Rankins Inspector Rebus aufnehmen.“

„Dieser Roman zeigt einmal mehr, dass die besten Krimis heutzutage aus Schottland kommen. Das ist „Tartan Noir“ vom Feinsten“

## Allgemeines
Der Roman spielt in der Gegenwart, also zur Zeit der Entstehung 2005. Der Autor erzählt fast ausschließlich aus der Sicht der Hauptfigur Logan McRae, jedoch nicht als erzählendes Ich. Die dunklen Wasser von Aberdeen spielt im Winter und regelmäßig wird das Wetter von Aberdeen thematisiert. Insbesondere die Tatsache, dass die Stadt als kälteste Stadt im Vereinigten Königreich gilt und dass es zur Wintersonnenwende weniger als sieben Stunden Tageslicht gibt, beeinflusst viele Geschehnisse im Buch entscheidend. Zudem haben die Protagonisten oft mit heftigen Schnee- und Regenfällen zu kämpfen. Die Polizeiarbeit der Grampian Police – insbesondere bei Außeneinsätzen – erscheint in MacBrides Romanen oft wenig professionell, Logan McRae muss sich zudem regelmäßig bei der Internen Dienstaufsicht wegen Pannen, Ermittlungsfehlern, fehlgeschlagener Einsätze oder Beschwerden rechtfertigen.

## Auszeichnungen
MacBride erhielt 2006 für die englische Originalausgabe den Barry Award für den besten Erstlingsroman.